# Estaquitas
Estaquitas é uma junta de governo da província de  Entre Ríos, na Argentina.